# Berăria Bragadiru din Iași
Berăria Bragadiru, denumită și Hala de Bere sau Coloseul Bragadiru, a fost o berărie din Iași situată într-o clădire istorică de pe strada Lăpușneanu nr. 18. 
Clădirea a fost construită pe locul unei bodegi numite Eldorado la începutul secolului al XX-lea și și-a schimbat în timp numele și destinația: reconstruită, a devenit berăria „Astoria”, în 1922, după ce fusese distrusă de un incendiu, și a fost redenumită „7 Noiembrie” după 1944. Ulterior, aici a fost instalat cinematograful Tineretului care a funcționat până la data de 15 aprilie 1994. 
Berăria Bragadiru a fost, la începutul secolului al XX-lea, un loc de întâlnire a lumii mondene ieșene, a scriitorilor și artiștilor. Atmosfera era animată, în timpul zilei și seara, de diferite orchestre și soliști, între care și Ionică Barbu, strănepotul lui Barbu Lăutaru.
În prezent aflată în administrarea filialei Iași a Regiei Autonome de Distribuție și Exploatare a Filmelor „RomâniaFilm”, clădirea care a adăpostit berăria este lăsată în paragină datorită unui litigiu de lungă durată cu Biserica Banu privind dreptul de proprietate al imobilului.

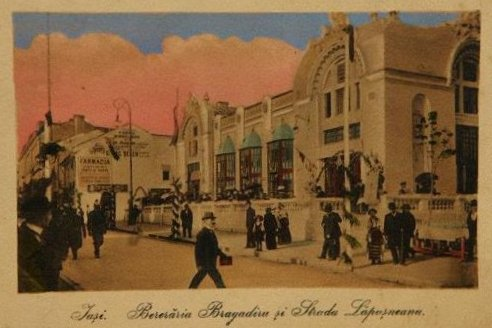
Strada Lăpușneanu și Berăria Bragadiru.